# Vurmat, Selnica ob Dravi
Vurmat este o localitate din comuna Selnica ob Dravi, Slovenia, cu o populație de 31 de locuitori.